# Miguel Románov
Miguel Aleksándrovich de Rusia (en ruso: Михаи́л Алекса́ндрович Рома́нов; 22 de noviembrejul./ 4 de diciembregreg. de 1878-13 de junio de 1918) fue el hijo menor del emperador Alejandro III y la emperatriz María Fiódorovna y hermano menor del último emperador Nicolás II.
En el momento de su nacimiento, su abuelo paterno Alejandro II aún era emperador. Era el cuarto en la sucesión al trono después de su padre y sus hermanos mayores Nicolás y Jorge. Después del asesinato de su abuelo en 1881, devino el tercero en la línea sucesoria y, en 1894, al morir su padre, el segundo. Su hermano Jorge murió en 1899, dejándolo como heredero presunto.
El nacimiento de su sobrino, Alekséi, en 1904 hizo que retrocediera al segundo puesto, pero el zarévich estaba gravemente enfermo de hemofilia y Miguel sospechaba que el niño moriría. Causó conmoción en la corte imperial cuando tomó por amante a Natalia Serguéyevna Wulfert, ya casada. El emperador envió a su hermano a Orel para evitar el escándalo, pero esto no refrenó a Miguel, quien viajaba con frecuencia para ver a su amante. Después del nacimiento del primogénito de la pareja, Jorge, en 1910, la pareja se trasladó a San Petersburgo, donde la alta sociedad los rechazó. En 1912, sorprendió a su hermano al casarse con ella, esperando ser retirado de la línea de sucesión. Miguel y Natalia abandonaron Rusia viviendo el exilio en Francia, Suiza e Inglaterra.
Después del estallido de la Primera Guerra Mundial, regresó a Rusia, asumiendo el mando de un regimiento de caballería. Cuando su hermano abdicó el 2 de marzojul./ 15 de marzogreg. de 1917, fue nombrado sucesor en lugar del pequeño Alekséi. Sin embargo, aplazó la aceptación del trono hasta la ratificación de una asamblea electa. Nunca fue confirmado como emperador y, después de la Revolución rusa de 1917, fue encarcelado y asesinado.

## Primeros años
Nació el 4 de diciembre de 1878 en el palacio Anichkov en la avenida Nevski de San Petersburgo. Era el penúltimo hijo del zarévich Alejandro de Rusia y su esposa María Fiódorovna Románova, anteriormente princesa Dagmar de Dinamarca. Sus abuelos maternos eran el rey Cristián IX de Dinamarca y Luisa de Hesse-Kassel. Su abuela paterna, María Aleksándrovna (María de Hesse) murió antes de su segundo cumpleaños. Su abuelo paterno, el emperador Alejandro II de Rusia, fue asesinado el 1 de marzo de 1881 y, como resultado, los padres de Miguel ascendieron al trono imperial antes de su tercer cumpleaños. Después de ese evento, el nuevo zar trasladó a su familia al palacio de Gátchina, con mayor seguridad, que se encontraba a 80 km al sudoeste de San Petersburgo y rodeado por un foso.
Se crio en compañía de su hermana menor Olga, quien lo apodó «Floppy» porque «se dejaba caer» (flopped, en inglés) en las sillas; sus hermanos mayores y sus padres lo llamaron «Misha». Las condiciones en su nueva vida eran modestas, incluso espartanas: dormían en duros catres, se levantaban de madrugada, se lavaban con agua fría y desayunaban una simple papilla. Junto a sus hermanos, fue educado por profesores privados y estuvo al cuidado de una niñera inglesa, Elizabeth Franklin.
Miguel y Olga frecuentemente iban de excursión con su padre a los bosques alrededor del Gátchina, quien aprovechó la oportunidad para enseñarles sus habilidades de monte. A una edad temprana practicaba la equitación, al igual que la observancia religiosa. Si bien la Navidad y la Pascua eran épocas de celebración y extravagancia, la Cuaresma se observaba estrictamente: evitaban la carne, los productos lácteos y cualquier forma de entretenimiento. Sus vacaciones familiares las pasaba en verano en el palacio Peterhof y con los abuelos en Dinamarca.
Tenía casi dieciséis años cuando su padre cayó enfermo de muerte; se canceló el viaje anual a Dinamarca. El 1 de noviembre de 1894, Alejandro III murió a la prematura edad de cuarenta y nueve años. El hijo mayor, Nicolás II, asumió el trono imperial; la infancia de Miguel había terminado.

## Carrera militar y política
Su madre la emperatriz viuda María regresó al palacio de Anichkov con él y Olga. Como la mayoría de los miembros masculinos de su familia, se enroló en el ejército. Completó el entrenamiento en una escuela de artillería y se unió a la Artillería a Caballo de la Guardia. En noviembre de 1898, alcanzó la edad adulta legal y, solo ocho meses después, se convirtió en heredero presunto de su hermano Nicolás cuando falleció su hermano mediano Jorge en un accidente de motocicleta. La muerte de Jorge y el cambio en la línea de sucesión resaltaban la carencia del emperador de un hijo varón. Como la sucesión estaba limitada a los hombres, sus tres hijas no eran elegibles. Cuando la emperatriz Alejandra quedó embarazada en 1900, se esperaba que el niño fuera varón. Ella maniobró para ser declarada regente de su hijo nonato en caso de que su esposo muriera, pero el gobierno no estuvo de acuerdo y determinó que Miguel sería el sucesor independientemente del género del niño al nacer. La emperatriz dio a luz una cuarta hija al año siguiente.
Era percibido como de poca presencia, sosegado y de buen carácter. Realizaba los deberes públicos habituales que se esperaban de un heredero al trono. En 1901, representó a Rusia en el funeral de la reina Victoria del Reino Unido y recibió la Orden del Baño. Al año siguiente fue nombrado caballero de la Orden de la Jarretera en los honores de coronación de Eduardo VII. En junio de 1902, fue transferido al Regimiento de Coraceros Azules y se mudó a Gátchina, donde se emplazaba la unidad militar. Desde la mayoría de edad, había asumido la independencia financiera y sus activos incluían la refinería de azúcar más grande del país, un capital de millones de rublos, una colección de vehículos de motor y fincas en Otrovo en la Polonia rusa y Brasovo cerca de Orel.
Fue heredero presunto hasta el 12 de agosto de 1904 por el nacimiento del zarévich Alekséi, lo que dio al emperador un heredero natural. Regresó al segundo lugar en la línea sucesoria del trono, pero fue nombrado corregente del niño, junto con Alejandra, en caso de muerte de Nicolás.

## Vida personal

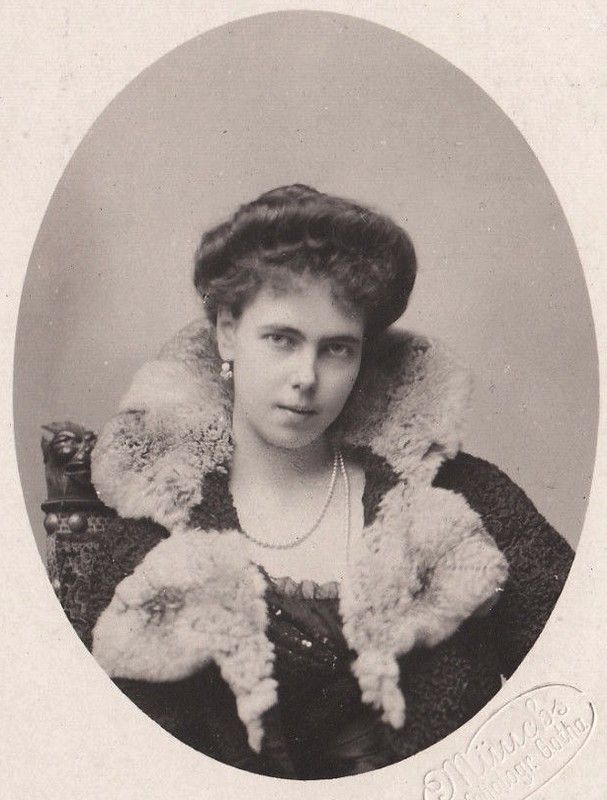
Beatriz de Sajonia-Coburgo-Gotha en los años 1900.

En 1902, conoció a la princesa Beatriz de Sajonia-Coburgo-Gotha. Se enamoró de ella y comenzó a enviarle correspondencia en su inglés nativo. Miguel hablaba francés e inglés con fluidez. Al principio parecía que se casarían; sin embargo, la Iglesia ortodoxa había prohibido el matrimonio de primos hermanos —el padre de Miguel y la madre de Beatriz eran hermanos—. Nicolás se negó a permitir el matrimonio y, para consternación mutua de la pareja, su romance terminó.
Su atención se dirigió entonces a Aleksandra Kosikovskaya (1875-1923), conocida cariñosamente como «Dina», dama de compañía de su hermana Olga. El padre de Dina, Vladímir Kosikovski, era abogado y, por tanto, su hija era plebeya. Miguel rechazó la idea, propuesta por sus amigos, de mantenerla como amante y, en julio de 1906, le escribió a su hermano pidiéndole permiso para casarse con ella. Nicolás y su madre María quedaron horrorizados, ya que consideraban que la realeza debía casarse con la realeza y, según la ley de la casa imperial rusa, cualquier hijo de un matrimonio entre miembro real y plebeyo sería inelegible para la sucesión. Nicolás lo amenazó con revocar su graduación de oficial del ejército y exiliarlo de Rusia si se casaba sin su permiso. María había despedido a Dina como dama de compañía de Olga y envió a Miguel a Dinamarca hasta mediados de septiembre.
Poco después de su regreso a Rusia, tres periódicos británicos anunciaron el 24 de septiembre de 1906 que Miguel se casaría con la princesa Patricia de Connaught, pero ambos no sabían nada al respecto. El palacio de Buckingham emitió un desmentido. Sin embargo, dos años después, en octubre de 1908, Miguel visitó Londres y fue «emparejado» con Patricia en compromisos sociales. Es probable que su madre estuviera conspirando para casarlo con una novia más adecuada y que el autor del informe falso, el corresponsal de Reuters Guy Beringer, haya revelado demasiado sobre los planes. Miguel y Dina estaban planeando fugarse, pero su intriga se vio obstaculizada ya que ella estaba bajo vigilancia por la policía secreta del emperador, la Ojrana, y se le impidió salir del país. Bajo presión de la familia y sin poder ver a su amada, en agosto de 1907 Miguel parecía estar perdiendo interés. Dina se fue a vivir al extranjero; nunca se casó porque creyó que era su prometida legítima, aunque el romance había terminado.

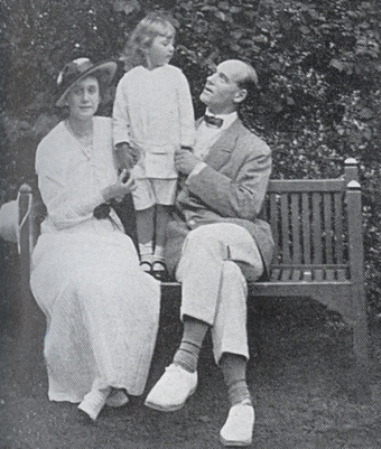
La pareja con su hijo Jorge Brásov en 1913.

A principios de diciembre de 1907, fue presentado a Natalia Serguéyevna Wulfert, esposa de un colega de armas, y desde 1908 comenzaron una profunda amistad. Era una plebeya que tenía una hija de su primer matrimonio. Ya en agosto de 1909 eran amantes y, en noviembre de ese año, Natalia vivía separada de su segundo esposo en un apartamento en Moscú, pagado por Miguel. En un intento por evitar el escándalo, Nicolás transfirió a su hermano a los Húsares Chernígov en Orel, a 402 km de Moscú, pero Miguel viajaba desde allí varias veces al mes para ver a Natalia. Su hijo primogénito, Jorge —llamado así por su hermano muerto— nació en julio de 1910, antes de que se concretara el divorcio de su amante. Para asegurarse de que el niño pudiera ser reconocido como suyo, en lugar de Wulfert, Miguel antedató la fecha del divorcio. Nicolás emitió un decreto que confirió al niño el apellido «Brásov», tomado de la propiedad de su hermano en Brasovo, un reconocimiento tácito de que Miguel era el padre.

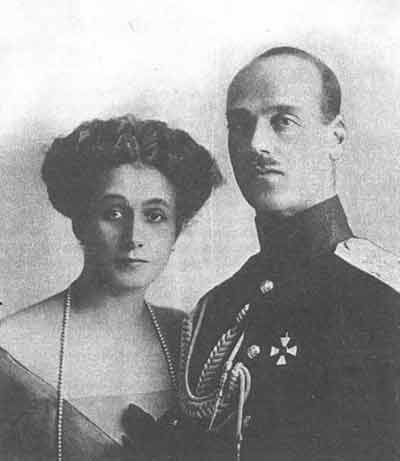
Natalia Serguéyevna Wulfert y Miguel en 1909.

En mayo de 1911, permitió que su amante se mudara de Moscú a Brasovo y le otorgó el apellido «Brasova». En mayo de 1912, fue a Copenhague para el funeral de su tío el rey Federico VIII de Dinamarca, donde se enfermó con una úlcera de estómago que le causó problemas durante años. Después de unas vacaciones en Francia, con la pareja seguida por la Ojrana, fue trasladado de regreso a San Petersburgo para comandar la Guardia de Caballeros. La pareja se mudó a la capital y se instaló en un apartamento, pero la alta sociedad rechazó a Natalia y, en unos meses, tuvo que ser trasladada a una villa en Gátchina.
En septiembre de 1912, pasaron unas vacaciones en el extranjero y, como de costumbre, eran acosados por la Ojrana. En Berlín, anunció que él y Natalia conducirían a Cannes e instruyó a su séquito para que los siguiera en tren. La Ojrana tenía instrucciones de seguirlos en tren en lugar de en automóvil, por lo que la pareja no estaría acompañada en su viaje hacia el sur. El viaje era una artimaña deliberada: de camino a Cannes, se desviaron a Viena, donde fueron casados el 16 de octubre de 1912 por el padre Misitsch en la Iglesia ortodoxa serbia de San Sava. Unos días después, luego de pasar por Venecia y Milán, llegaron a Cannes, donde se unieron a Jorge y la hija de Natalia de su primer matrimonio. Dos semanas después del matrimonio, Miguel escribió a su madre y a su hermano para informarles. Ambos estaban desconcertados por esta situación. Su madre dijo que era «indescriptiblemente espantoso en todos los sentidos» y su hermano se sorprendió de que «hubiera roto su palabra [...] de que no se casaría con ella».
Nicolás estaba particularmente molesto porque su heredero, Alekséi, estaba gravemente enfermo de hemofilia, lo que Miguel citó como una de sus razones para casarse con Natalia. Temía volverse heredero presunto a la muerte de Alekséi y nunca podría casarse con su amante. Al contraer matrimonio con ella por adelantado, sería retirado inmediatamente de la línea de sucesión y evitaría perder a Natalia. En una serie de decretos de diciembre de 1912 y enero de 1913, el emperador relevó de su mando a su hermano, lo desterró de Rusia, congeló todos sus activos en el país, tomó el control de sus propiedades y lo excluyó de la regencia. La sociedad rusa se sorprendió por la gravedad de la represalia de Nicolás, pero hubo poca simpatía por Natalia, quien no tenía derecho a ser llamada gran duquesa; en su lugar, usó el título «señora o condesa Brasova».
Durante seis meses, la pareja se hospedó en hoteles en Francia y Suiza, sin sufrir ninguna disminución en su nivel de vida. Eran visitados por su hermana Xenia y su primo Andrés. En julio de 1913, vieron a su madre en Londres, quien dijo a Natalia «algunas verdades caseras», según el diario de Xenia. Después de otro viaje a la Europa continental, Miguel alquiló Knebworth House por un año, una casa señorial con personal y muebles a 32 km al norte de Londres. Sus finanzas se estiraron porque dependía de remesas enviadas desde Rusia por Nicolás, quien aún controlaba todas sus propiedades y activos.

## Primera Guerra Mundial

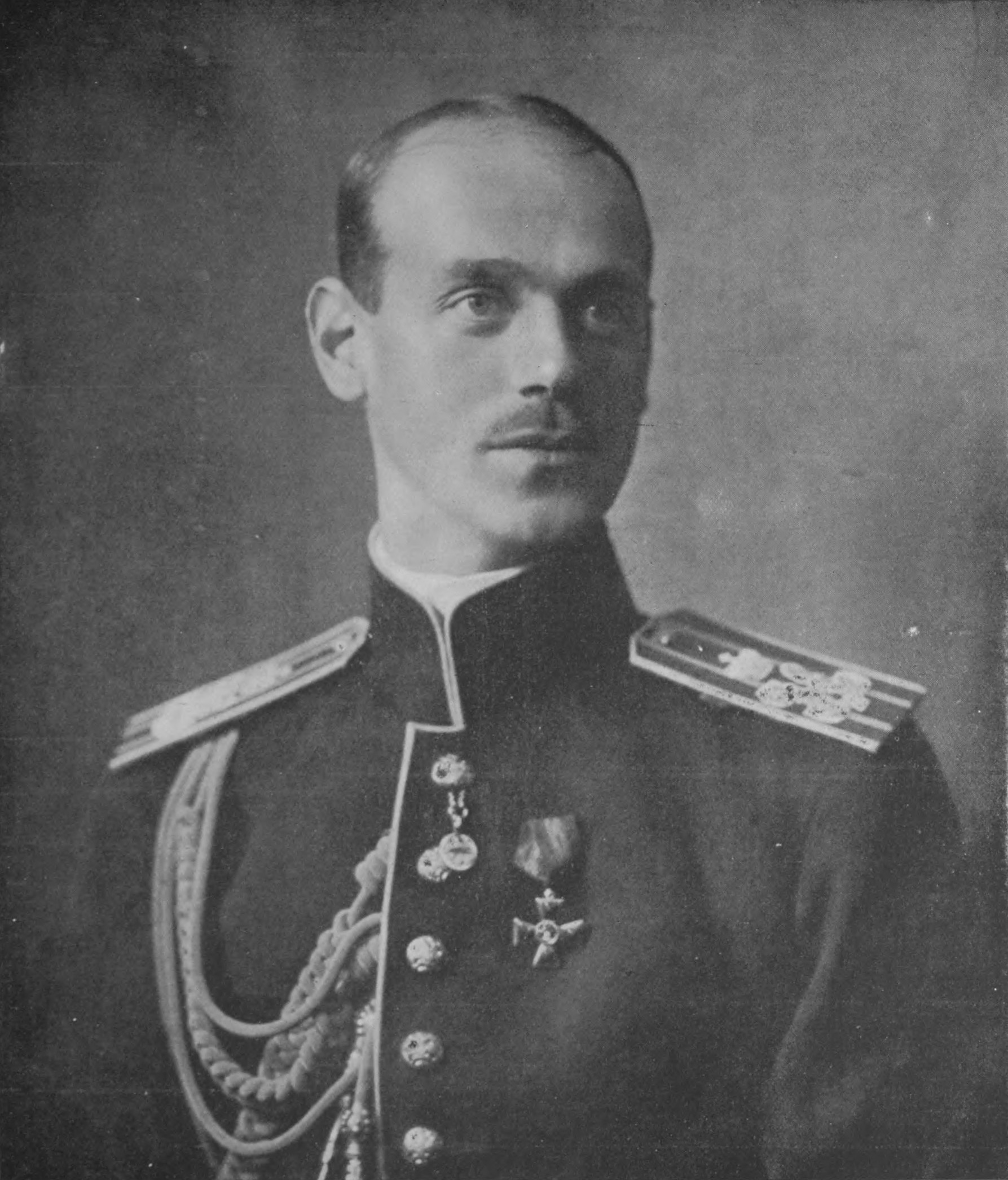
Fotografiado en 1917.

Al estallar la Primera Guerra Mundial, telegrafió a su hermano solicitando permiso para regresar a Rusia y servir en el ejército, siempre que su esposa e hijo también pudieran ir. Nicolás estuvo de acuerdo y Miguel viajó de regreso a San Petersburgo, a través de Newcastle, Noruega, Suecia y Finlandia. Ya había arrendado Paddockhurst en Sussex, una finca más grande que Knebworth, y había planeado mudarse allí al vencimiento del contrato de la otra residencia. Trasladó sus muebles y enseres allí debido a que no se esperaba que la guerra durara mucho y la pareja asumió que se mudarían a Inglaterra cuando concluyera; entretanto, ofreció su uso al Ejército Británico. En San Petersburgo, ahora llamado Petrogrado, se mudaron a una villa en la calle Nikoláevskaya 24, en Gátchina, que había comprado para Natalia. A ella no se le permitía vivir en ninguno de los palacios imperiales.
Fue ascendido de su rango anterior de coronel a mayor general y se le dio el mando de una división recién creada: la Caballería de Nativos del Cáucaso, que se conocía como la «División Salvaje». Percibió este nombramiento como una degradación porque la división se formó principalmente de nuevos reclutas musulmanes, en lugar de las tropas de élite que había comandado anteriormente. Los seis regimientos de la división estaban compuestos por un grupo étnico diferente: chechenos, daguestaníes, cabardinos, tártaros, circasianos e ingusetios, bajo las órdenes de oficiales rusos. Todos eran voluntarios ya que el reclutamiento no se aplicaba al Cáucaso y, aunque era difícil mantener la disciplina, eran una fuerza de combate efectiva. Por sus acciones al mando de estas tropas en los montes Cárpatos en enero de 1915, obtuvo el más alto honor militar, la Orden de San Jorge. A diferencia de su hermano el zar, era un líder militar bastante popular.
En enero de 1915, ya era evidente la naturaleza desagradable de la guerra. Se sentía «muy amargado hacia el pueblo en general y sobre todo hacia aquellos que están en la cima, que tienen el poder y permiten que todo ese horror suceda. Si la cuestión de la guerra fuese decidida por toda la gente, no estaría tan apasionadamente reacio a esa gran calamidad». Confesó en una carta a su esposa que estaba «avergonzado de enfrentar a la gente, es decir, a los soldados y oficiales, especialmente cuando visitaban hospitales de campaña, donde se veía tanto sufrimiento, porque podrían pensar que uno también es responsable, porque uno se coloca tan alto y, sin embargo, no ha podido evitar que todo eso suceda y proteger al país de este desastre».
Al comienzo de la guerra, escribió a su hermano pidiéndole que legitimara a su hijo para que fuese atendido en caso de resultar muerto en el frente. Nicolás acordó legitimar a Jorge y le otorgó el título de «conde Brásov» por decreto del 26 de marzo de 1915.

## Retirada
Para junio de 1915, los rusos estaban en retirada. Cuando el gran duque Constantino murió ese mes, Miguel era el único miembro de la familia imperial ausente del funeral en Petrogrado. Natalia lo reprendió por su ausencia y su esposo le replicó que simplemente estaba mal que sus familiares abandonaran sus unidades para asistir al funeral de Constantino en ese momento. El corresponsal de guerra estadounidense Stanley Washburn informó que Miguel usaba «un uniforme simple, sin nada que indicara su rango, excepto las correas de los hombros del mismo material que su uniforme». Miguel era «sencillo y democrático» y «vivía tan modestamente en una aldea sucia». A Natalia le aterraba que su esposo evitara uniformes y condecoraciones elegantes en su vida en el frente, pero él estaba convencido de que «en un momento tan difícil debo servir a Rusia y servir aquí en el frente».
En julio enfermó de difteria, pero se recuperó. La guerra estaba yendo mal para Rusia y al mes siguiente Nicolás se autoproclamó comandante supremo de las fuerzas rusas, pero esta medida no fue bien recibida. Una de las malas decisiones del emperador fue instruir a Miguel para que autorizara un pago a un amigo de Grigori Rasputín, un ingeniero del ejército llamado Bratoliubov, quien afirmó haber inventado un devastador lanzallamas. La declaración era falsa y Bratoliubov fue arrestado por fraude, pero Rasputín intervino y lo puso en libertad. Miguel parecía crédulo e ingenuo; un amigo de Natalia dijo que «confiaba en todos [...] Si su esposa no lo hubiera vigilado constantemente, habría sido engañado a cada paso».
En octubre recuperó el control de sus propiedades y bienes y, en febrero de 1916, recibió el mando del 2.º Cuerpo de Caballería, que incluía la División Salvaje, una división de cosacos y una de cosacos del Don. Sin embargo, continuaron los menosprecios del séquito del emperador contra él. Cuando fue ascendido a teniente general en julio, a diferencia de los demás grandes duques que alcanzaron ese rango, no fue nombrado ayudante de campo del emperador con el rango de asistente general. Miguel admitió que «siempre despreciaba a la alta sociedad de Petrogrado [...] no hay nadie más retorcido que ellos; con algunas excepciones, todos son escoria». No hizo declaraciones políticas públicas, pero se asumió que era liberal, como su esposa, y el cónsul británico Bruce Lockhart opinó que «habría sido un excelente monarca constitucional».
A lo largo del verano de 1916, su unidad militar estuvo involucrada en la ofensiva Brusílov. La Guardia del Ejército sufrió grandes pérdidas bajo el liderazgo incompetente de su tío el gran duque Pablo, quien fue retirado del mando. Por el contrario, Miguel recibió una segunda medalla de galantería, la Orden de San Vladimiro con Espadas, por su participación en las acciones contra el enemigo y, con retraso, fue nombrado asistente general. El desgraciado progreso de la guerra y su separación casi constante deprimieron a la pareja. Miguel aún sufría de úlceras estomacales y, en octubre, se le ordenó ir a Crimea.
Antes de partir hacia la propiedad de su hermana Xenia en Ai-Todor, a 20 km de Yalta, escribió una carta sincera a su hermano advirtiéndole que la situación política era tensa:

Estoy profundamente alarmado y preocupado por lo que está sucediendo a nuestro alrededor. Ha habido una alteración impactante en el estado de ánimo de las personas más leales [...] lo que me llena de un miedo más grave no solo por ti y por el destino de nuestra familia, sino incluso por la integridad del orden estatal.

El odio público hacia ciertas personas que supuestamente están cerca de ti y que forman parte del gobierno actual ha reunido, para mi sorpresa, a la derecha, a la izquierda y a los moderados; este odio, junto con las demandas de cambios, ya se expresan abiertamente.

## Incremento de la agitación pública
Miguel y otros miembros de la familia imperial, así como los grandes duques Alejandro, Jorge, Nicolás y Demetrio y la gran duquesa Isabel, advirtieron sobre el creciente descontento público y sobre la percepción de que el emperador era manipulado por su esposa alemana Alejandra y el religioso Rasputín. La pareja imperial se negó a escuchar. En diciembre de 1916, Demetrio y cuatro de sus amigos mataron a Rasputín. Miguel se enteró del asesinato en Brasovo, donde estaba pasando la Navidad con su familia. El 28 de diciembre, según el embajador francés, hubo un intento fallido de asesinar a la emperatriz; el asaltante solitario fue atrapado y ahorcado al día siguiente. El presidente de la Duma Mijaíl Rodzianko, la gran duquesa María Pávlovna y el embajador británico George Buchanan se unieron a las llamadas para alejar a Nicolás de la influencia de su esposa, pero el emperador se mantenía reacio a seguir el consejo de ellos. Las conspiraciones y los rumores contra la pareja imperial continuaron escalando.
En enero de 1917, Miguel regresó al frente para entregar el mando de su cuerpo militar; desde el 29 de enero era inspector general de caballería, estacionado en Gátchina. El general Alekséi Brusílov, su comandante en el frente sudoriental, le rogó que trasmitiera al zar «la necesidad de reformas inmediatas y drásticas», pero Miguel le advirtió: «No tengo influencia [...] Mi hermano una y otra vez ha tenido advertencias y súplicas de este tipo cada trimestre». Brusílov registró en sus memorias, «[Miguel] era un hombre absolutamente honorable y recto, que no tomaba partido y no se prestaba a intrigas [...] rechazó todo tipo de rumores, ya fuesen relacionados con los servicios o con asuntos familiares. Como soldado, fue un excelente líder y un trabajador modesto y concienzudo».
Hasta febrero, el gran duque Alejandro, Rodzianko y Miguel presionaron a Nicolás y Alejandra para que cedieran a las demandas populares. El malestar público creció y, el 27 de febrero, los soldados en Petrogrado se unieron a los manifestantes, los elementos del ejército se amotinaron y los prisioneros fueron liberados. El emperador, desde el cuartel general del ejército en Moguílev, prorrogó la Duma, aunque los diputados se negaron a irse y en su lugar establecieron su propio gobierno rival. Después de consultar a Rodzianko en el palacio Mariinski en Petrogrado, Miguel aconsejó a Nicolás que destituyera a sus ministros y estableciera un nuevo gobierno dirigido por el líder del partido mayoritario en la Duma. Su consejo era apoyado por el general Mijaíl Alekséyev, jefe del Estado Mayor del emperador. Nicolás rechazó la sugerencia y emitió órdenes inútiles para que las tropas avanzaran en Petrogrado.

## Revolución y abdicación de Nicolás II

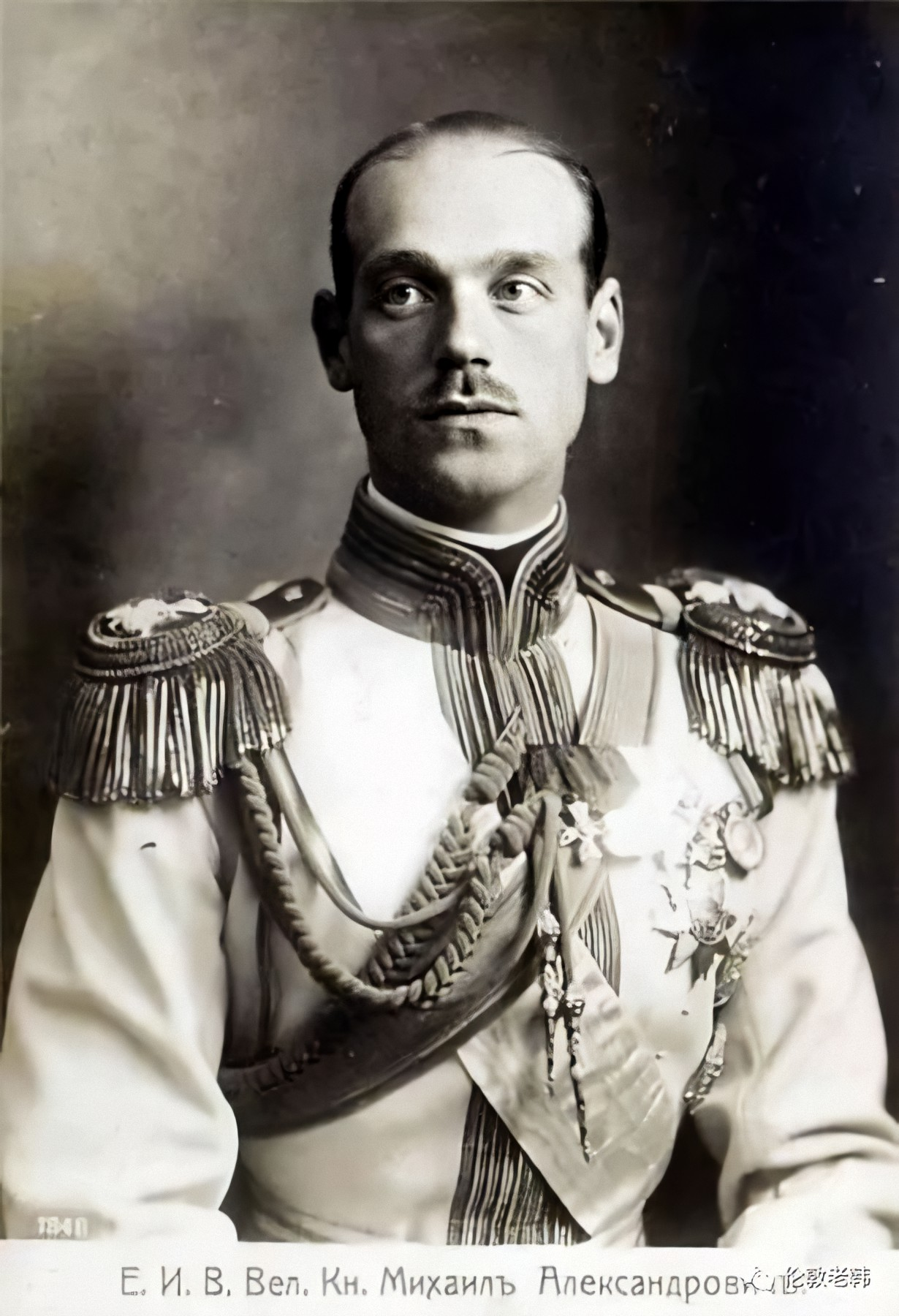
Miguel Románov en 1914.

En la noche del 27 al 28 de febrero de 1917, intentó regresar a Gátchina desde Petrogrado, donde había estado en conferencia con Rodzianko y desde donde había telegrafiado al zar, pero las patrullas revolucionarias y los incendios esporádicos impidieron su avance. Los revolucionarios patrullaban las calles y rodeaban a personas relacionadas con el antiguo régimen. Miguel logró llegar al palacio de Invierno, donde ordenó a los guardias que se retiraran al Almirantazgo, porque brindaba mayor seguridad y una mejor posición táctica y era además un lugar de escasa carga política. Se refugió en el apartamento de una conocida, la princesa Putiatina, en la calle Millionnaya. En las residencias vecinas, el chambelán del zar Nikolái Stolípin y el procurador del Santo Sínodo fueron detenidos por revolucionarios y, en la casa de al lado, el general barón Staekelberg fue asesinado cuando su hogar fue asaltado por una turbamulta.
El 1 de marzo, Rodzianko envió guardias al apartamento de Putiatina para garantizar la seguridad de Miguel, quien firmó un documento elaborado por aquel y el gran duque Pablo en el que se proponía la creación de una monarquía constitucional. El recién formado Sóviet de Petrogrado rechazó el documento, que se volvió irrelevante debido a los llamados a la abdicación del emperador.
En la tarde del 2 de marzojul./ 15 de marzogreg. de 1917, el emperador Nicolás II, bajo presión de los generales y representantes de la Duma, abdicó en favor de su hijo Alekséi, con Miguel como regente. Sin embargo, más tarde esa noche, reconsideró su decisión: Alexei estaba gravemente enfermo de hemofilia y Nicolás temía que si su hijo subía al trono sería separado de sus padres. En un segundo documento de abdicación, firmado a las 11:40 p. m. pero anotado como emitido a las 3:00 p. m., la hora de la anterior, Nicolás II declaró:

[...] признали мы за благо отречься от Престола Государства Российского и сложить с себя Верховную власть. Не желая расстаться с любимым Сыном нашим, мы передаем наследие наше Брату нашему Великому Князю Михаилу Александровичу и благословляем Его на вступление на Престол Государства Российского.
[...] hemos considerado a bien abdicar del trono del Estado ruso y establecer el Poder Supremo. Como no deseamos separarnos de nuestro amado hijo, entregamos nuestra sucesión a nuestro hermano el gran duque Miguel Aleksándrovich y lo bendecimos en su ascenso al trono.

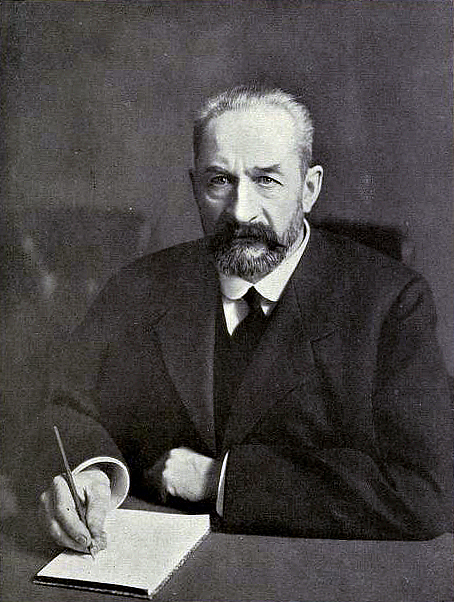
El príncipe Gueorgui Lvov, primer ministro de Rusia entre marzo y julio de 1917.

A primera hora de la mañana, fue proclamado «emperador Miguel II» por las tropas rusas y en ciudades de toda Rusia, pero su ascenso no era universalmente bienvenido. Mientras algunas unidades vitoreaban y juraban lealtad al nuevo emperador, otras permanecieron indiferentes. El Gobierno provisional recién formado no había aceptado esta sucesión. Cuando se despertó esa mañana, descubrió no solo que su hermano había abdicado a su favor, ya que no le había informado previamente, sino también que una delegación de la Duma lo visitaría en el apartamento de Putiatina en unas pocas horas. La reunión con el presidente de la Duma Mijaíl Rodzianko, el nuevo primer ministro el príncipe Gueorgui Lvov y otros ministros, como Pável Miliukov y Aleksándr Kérenski, duró toda la mañana. Putiatina sirvió un almuerzo y, por la tarde, dos abogados (Baron Nolde y Vladímir Nabókov) fueron convocados al apartamento para redactar un manifiesto para que Miguel lo firmara. La posición legal era complicada ya que estaba en duda la legitimidad del gobierno provisional, si Nicolás tenía el derecho de retirar a su hijo de la sucesión y si Miguel era realmente el emperador. Después de más discusiones y varios borradores, la reunión se decidió por una declaración de aceptación condicional, como una forma apropiada de términos: Miguel cedió a la voluntad del pueblo y reconoció al gobierno provisional como el poder ejecutivo de facto, sin abdicar ni negarse a aceptar el trono; en sus palabras:

Тяжкое бремя возложено на Меня волею Брата Моего, передавшего мне Императорский Всероссийский Престол в годину беспримерной войны и волнений народных.
Одушевленный единою со всем народом мыслию, что выше всего благо Родины нашей, принял я твёрдое решение в том лишь случае восприять Верховную власть, если такова будет воля великого народа нашего, которому надлежит всенародным голосованием, чрез представителей своих в Учредительном Собрании, установить образ правления и новые основные законы Государства Российского.
Посему, призывая благословение Божие, прошу всех граждан Державы Российской подчиниться Временному Правительству, по почину Государственной Думы возникшему и облеченному всею полнотою власти, впредь до того, как созванное в возможно кратчайший срок, на основе всеобщего, прямого, равного и тайного голосования, Учредительное Собрание своим решением об образе правления выразит волю народа.
Una pesada carga ha caído sobre mí por la decisión de mi hermano de transferirme el trono imperial de Rusia en un momento de guerra sin precedentes y de disturbios entre la población. 

Inspirado por el pensamiento en toda la nación y por el bienestar de nuestra patria, que debe estar por encima de todo, he tomado la difícil decisión de aceptar el poder supremo solo en el caso de que tal sea la voluntad de nuestro gran pueblo, de que la asamblea constituyente de representantes del pueblo establezca una nueva forma de gobierno y de que unas nuevas leyes fundamentales sean establecidas para el Estado ruso. 

Por tanto, hago un llamamiento a la bendición de Dios, pido a todos los ciudadanos del Estado ruso que obedezcan al gobierno provisional que se ha formado y se ha investido con total poder por iniciativa de la Duma del Estado, hasta que una asamblea constituyente, que se celebrará en el plazo más breve posible sobre la base del voto general, directo, igualitario y secreto, exprese la voluntad del pueblo en su decisión sobre una forma de gobierno.

Los comentaristas, desde Kérenski hasta el embajador francés Maurice Paléologue, consideraron esta acción como noble y patriótica, pero Nicolás estaba ofendido de que su hermano se hubiera «inclinado a la asamblea constituyente» y tachó al manifiesto de «porquería». Los acontecimientos superaron las esperanzas de los monárquicos de que Miguel ascendería el trono después de la elección de la asamblea constituyente. Su renuncia al trono, aunque condicional, marcó el fin del régimen zarista en Rusia. El gobierno provisional tenía poco poder efectivo; el verdadero poder estaba en manos del Sóviet de Petrogrado.

## Arresto

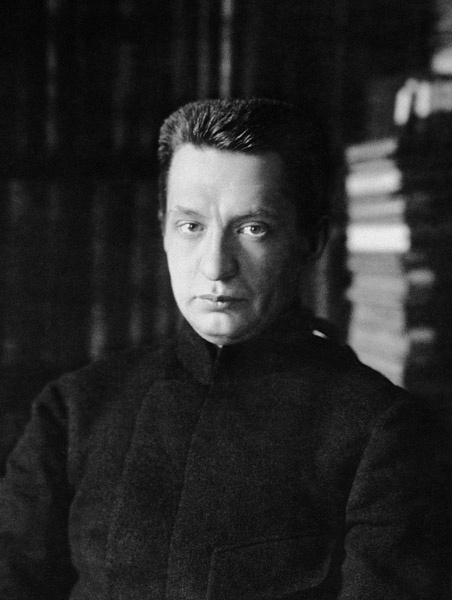
Aleksándr Kérenski, primer ministro de Rusia entre julio y octubre de 1917.

Regresó a Gátchina y no se le permitió regresar a su unidad o viajar más allá del área de Petrogrado. El 5 de abril de 1917, fue dado de baja del servicio militar. Lvov renunció al cargo de primer ministro en julio, siendo reemplazado por Kérenski, quien ordenó que Nicolás fuera trasladado de Petrogrado a Tobolsk en los Urales, porque era «un lugar remoto, un rincón tranquilo, donde atraerían menos atención». En la víspera de la partida del exemperador, Kérenski dio permiso para que Miguel lo visitara. Kérenski estuvo presente durante la reunión y los hermanos intercambiaron bromas incómodas, «inquietos todo el tiempo y a veces uno tomaba la mano del otro o los botones de su uniforme». Fue la última vez que se vieron.
El 21 de agosto, los guardias rodearon la villa en la calle Nikoláevskaya, donde el nuevo emperador vivía con su esposa. Por orden de Kérenski, ambos estaban bajo arresto domiciliario, junto con Nicholas Johnson, quien había sido secretario de Miguel desde diciembre de 1912. Una semana después, los trasladaron a un apartamento en Petrogrado. Sus problemas estomacales empeoraron y, con la intervención del embajador británico Buchanan y el canciller Mijaíl Teréshchenko, fueron enviados de regreso a Gátchina en la primera semana de septiembre. Teréshchenko dijo a Buchanan que a la emperatriz viuda María se le permitiría abandonar el país, hacia Inglaterra si lo deseaba, y que Miguel la seguiría a su debido tiempo. Sin embargo, los británicos no estaban preparados para aceptar a ningún gran duque ruso por temor a que provocara una reacción pública negativa en Inglaterra, donde había poca simpatía por los Románov.
El 1 de septiembre, Kérenski proclamó la república en Rusia. Miguel escribió en su diario: «Nos despertamos esta mañana para escuchar que Rusia declaró una república. ¿Qué importa qué forma tendrá el gobierno mientras haya orden y justicia?». Dos semanas después, el arresto domiciliario fue levantado. Kérenski había armado a los bolcheviques después de una lucha de poder con el comandante en jefe del ejército Lavr Kornílov y en octubre hubo una segunda revolución cuando los bolcheviques arrebataron el poder a Kérenski. Con un permiso de viaje emitido por Piotr Polótsov, un excolega de Miguel de la División Salvaje que ahora era comandante en Petrogrado, planeó trasladar a su familia a la segura Finlandia. Empacaron objetos de valor y se prepararon para mudarse, pero los simpatizantes bolcheviques descubrieron sus movimientos y fueron puestos nuevamente bajo arresto domiciliario. El último de sus automóviles fue incautado por los bolcheviques.
El arresto domiciliario se levantó nuevamente en noviembre; la Asamblea Constituyente fue elegida en noviembre y se reunió en enero de 1918. A pesar de ser un partido minoritario, los bolcheviques la disolvieron. El 3 de marzo, el régimen bolchevique firmó el Tratado de Brest-Litovsk, que cedió vastas áreas del antiguo Imperio ruso a las Potencias Centrales de Alemania, Austria-Hungría y el Imperio otomano. El 7 de marzo, Miguel y su secretario Johnson fueron detenidos nuevamente por orden de Moiséi Uritski, jefe de la policía secreta de Petrogrado, y encarcelados en la sede bolchevique en el Instituto Smolny.

## Prisión
El 11 de marzo, Uritski envió a Miguel y Johnson a Perm, a 1600 km al este, por orden del Consejo de Comisarios del Pueblo, del que eran miembros Vladímir Lenin e Iósif Stalin. El viaje en el vagón de un tren de carga sin ventanas ni calefacción tomó ocho días, a una velocidad promedio de 8 km por hora. Al principio, fue alojado en un hotel, pero dos días después de su llegada fue enviado a una celda por el sóviet local. Natalia presionó a los comisarios en Petrogrado por su liberación y, el 9 de abril de 1918, quedó en libertad dentro de Perm. Se mudó a la mejor habitación del mejor hotel de Perm, junto con Johnson y dos sirvientes, el ayuda de cámara Vasili Chelishev y el exchófer Borunov. Su esposa temía por la seguridad de Jorge y, en marzo de 1918, hizo arreglos para que su niñera lo sacara por contrabando de Rusia con la ayuda de diplomáticos daneses y la familia Putiatin.
En mayo, a Natalia le concedieron un permiso de viaje para reunirse con su esposo. Acompañada por amigos de la familia, el príncipe Putiatin y Margaret Abakanóvich, llegó a Perm antes de la Pascua ortodoxa y pasaron una semana juntos. Mientras tanto, como parte de la tregua entre los bolcheviques y las Potencias Centrales, los prisioneros de guerra austrohúngaros fueron expulsados de Rusia. Las tropas checas hicieron fila a lo largo del ferrocarril transiberiano en su camino a Vladivostok, donde debían tomar el barco. Sin embargo, los checos no se iban a casa para luchar por el Imperio austrohúngaro, sino para combatir por una patria separada independiente de Austria. Los alemanes exigieron que los bolcheviques desarmaran a los checos, los cuales se defendieron, tomaron el ferrocarril, unieron fuerzas con los rusos que luchaban contra los bolcheviques y avanzaron al oeste hacia Perm. Con el acercamiento de los checos, Miguel y Natalia temieron que quedara atrapada allí, posiblemente en una situación peligrosa y, por ello, el 18 de mayo, se fue infelizmente. A principios de junio, Miguel estaba nuevamente enfermo con problemas estomacales.

## Asesinato

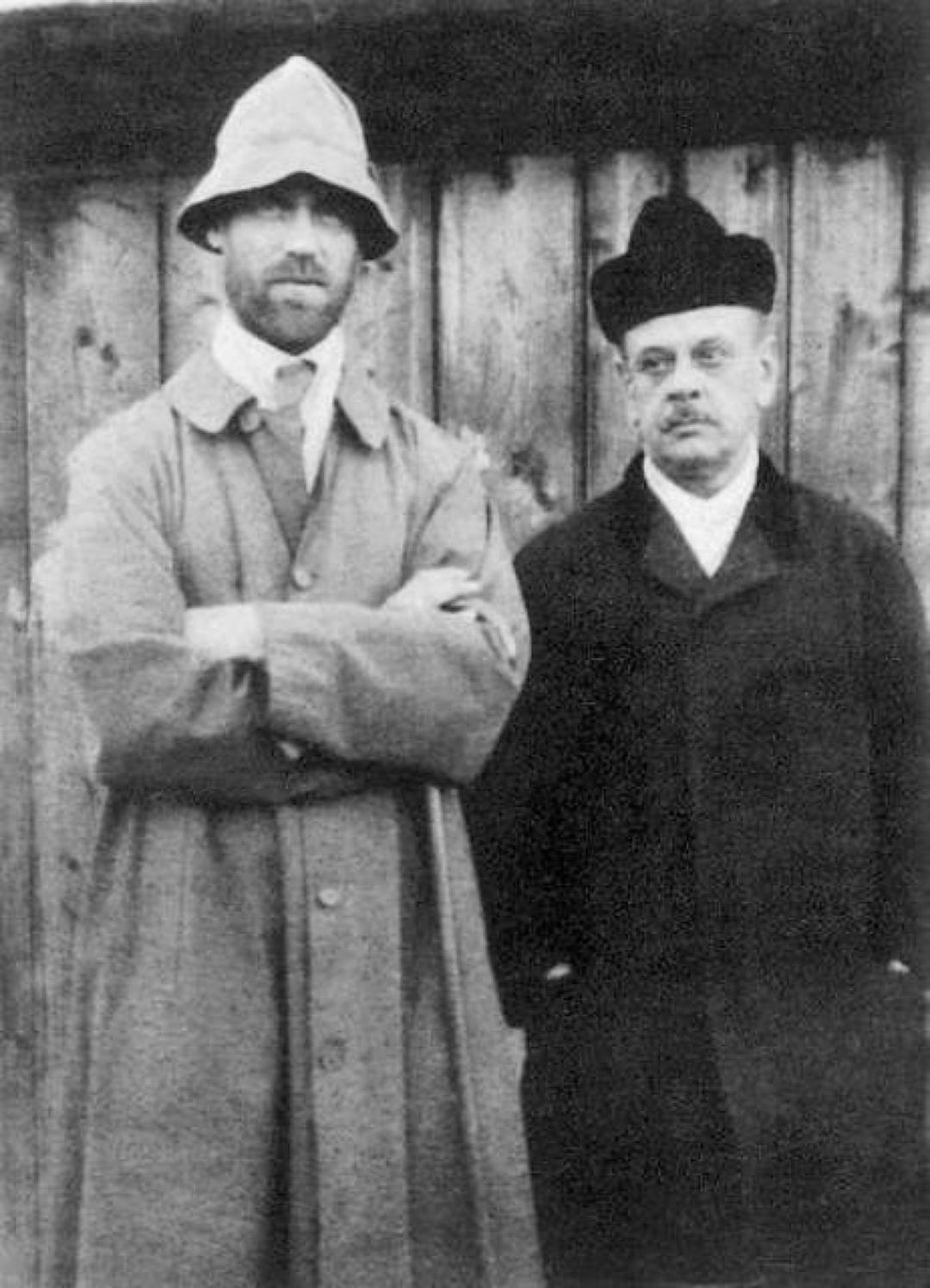
Miguel Románov (a la izquierda) en su exilio en Perm junto a su secretario Johnson.

El 12 de junio de 1918, el líder de la policía secreta local Gavril Miasnikov, con la complicidad de otros bolcheviques locales, ideó un plan para asesinar a Miguel. Miasnikov reunió a un equipo de cuatro hombres que, como él, eran exprisioneros del régimen zarista: Vasili Ivanchenko, Iván Kolpashchikov, Andréi Markov y Nikolái Zhuzhgov. Utilizando una orden falsificada, los cuatro ingresaron al hotel donde se alojaba a las 11.45 p. m. Al principio, Miguel se negó a acompañar a los hombres hasta que habló con el presidente local de la policía secreta, Pável Malkov, y luego porque se sentía enfermo. Sus protestas fueron inútiles y se vistió. Johnson insistió en acompañarlo y los cuatro hombres más sus dos prisioneros se subieron a dos carruajes de tres plazas tirados por caballos.
Salieron de la ciudad hacia el cercano bosque de Motovilija. Cuando preguntó su destino, le dijeron que iban a un cruce de ferrocarril remoto para tomar un tren. Ya era la madrugada del 13 de junio; todos se bajaron de los carruajes en mitad del bosque y dispararon a los dos detenidos, uno por uno, pero, como los asesinos usaban balas caseras, sus armas se atascaron. Miguel, se desconoce si estaba herido o no, avanzó hacia el herido Johnson con los brazos extendidos, cuando recibió un disparo a quemarropa en la cabeza. Zhuzhgov y Markov afirmaron haber disparado el tiro fatal; Johnson fue asesinado a tiros por Ivanchenko.
Los cuerpos fueron despojados de sus ropas y enterrados. Robaron cualquier cosa de valor y la ropa fue devuelta a Perm. Después de  mostrarle los ropajes a Miasnikov como prueba de los asesinatos, la ropa fue quemada. El sóviet regional de los Urales, encabezado por Aleksándr Beloborodov, aprobó el asesinato, ya sea retrospectivamente o de antemano, al igual que Lenin. Miguel fue el primero de los Románov en morir a manos de los bolcheviques, mas no el último. No se han encontrado sus restos ni los de Johnson.
Las autoridades de Perm difundieron una historia inventada, según la cual fue secuestrado por hombres no identificados y había desaparecido. Chelishev y Borunov fueron detenidos. Poco antes de su arresto, el coronel Piotr Znamerovski, un exoficial del ejército imperial también exiliado a Perm, logró enviar a Natalia un breve telegrama diciendo que Miguel había desaparecido. Znamerovski, Chelishev y Borunov fueron asesinados por los bolcheviques de Perm. La desinformación soviética sobre la desaparición del gran duque llevó a rumores infundados de que había escapado y estaba liderando una exitosa contrarrevolución. En la esperanza finalmente desamparada de que Miguel se aliaría con Alemania, los alemanes hicieron arreglos para que Natalia y su hija escaparan a Kiev en la Ucrania controlada por ellos. Ante la derrota alemana en noviembre de 1918, Natalia huyó a la costa y ella y su hija fueron evacuadas por la Marina Real británica.
El 8 de junio de 2009, cinco días antes del 91.º aniversario de sus asesinatos, Miguel y Johnson fueron rehabilitados oficialmente. Los fiscales estatales rusos declararon: «El análisis del material de archivo muestra que estas personas fueron objeto de represión por arresto, exilio y escrutinio [...] sin ser acusados de cometer delitos concretos de clase y sociales».
Su hijo Jorge Brásov murió en un accidente automovilístico poco antes de cumplir veintiún años en 1931. Natalia murió en la miseria en un hospital de caridad parisino en 1952. Su hijastra Natalia Mamontova se casó tres veces y escribió un libro sobre su vida titulado Step-daughter of Imperial Russia, publicada en 1940.

## Títulos y tratamientos
Esta tabla aún no está actualizada. Puedes contribuir aportando información sobre títulos y tratamientos de esta persona.

## Ancestros
| \| \| \| \| \| \| \| \| \| \| \| \| \| \| \| \| \| \| \| \| 16. Pablo I de Rusia \| \| \| \| \| \| \| \| \| \| \| \| \| \| \| \| \| \| \| \| \| \| \| \| \| \| \| \| \| \| \| \| \| \| \| \| \| \| \| \| \| \| \| \| \| \| \| \| \| \| \| \| \| \| 8. Nicolás I de Rusia \| \| \| \| \| \| \| \| \| \| \| \| \| \| \| \| \| \| \| \| \| \| \| \| \| \| \| \| \| \| \| \| \| \| \| \| \| \| \| \| \| \| \| \| \| \| \| \| \| \| \| \| \| \| 17. Duquesa Sofía Dorotea de Württemberg \| \| \| \| \| \| \| \| \| \| \| \| \| \| \| \| \| \| \| \| \| \| \| \| \| \| \| \| \| \| \| \| \| \| \| \| \| \| \| \| \| \| \| \| \| \| \| \| \| \| \| \| \| \| 4. Alejandro II de Rusia \| \| \| \| \| \| \| \| \| \| \| \| \| \| \| \| \| \| \| \| \| \| \| \| \| \| \| \| \| \| \| \| \| \| \| \| \| \| \| \| \| \| \| \| \| \| \| \| \| \| \| \| \| \| 18. Federico Guillermo III de Prusia \| \| \| \| \| \| \| \| \| \| \| \| \| \| \| \| \| \| \| \| \| \| \| \| \| \| \| \| \| \| \| \| \| \| \| \| \| \| \| \| \| \| \| \| \| \| \| \| \| \| \| \| \| \| 9. Princesa Carlota de Prusia \| \| \| \| \| \| \| \| \| \| \| \| \| \| \| \| \| \| \| \| \| \| \| \| \| \| \| \| \| \| \| \| \| \| \| \| \| \| \| \| \| \| \| \| \| \| \| \| \| \| \| \| \| \| 19. Duquesa Luisa de Mecklemburgo-Strelitz \| \| \| \| \| \| \| \| \| \| \| \| \| \| \| \| \| \| \| \| \| \| \| \| \| \| \| \| \| \| \| \| \| \| \| \| \| \| \| \| \| \| \| \| \| \| \| \| \| \| \| \| \| \| 2. Alejandro III de Rusia \| \| \| \| \| \| \| \| \| \| \| \| \| \| \| \| \| \| \| \| \| \| \| \| \| \| \| \| \| \| \| \| \| \| \| \| \| \| \| \| \| \| \| \| \| \| \| \| \| \| \| \| \| \| 20. Luis I, Gran Duque de Hesse y el Rin \| \| \| \| \| \| \| \| \| \| \| \| \| \| \| \| \| \| \| \| \| \| \| \| \| \| \| \| \| \| \| \| \| \| \| \| \| \| \| \| \| \| \| \| \| \| \| \| \| \| \| \| \| \| 10. Luis II, Gran Duque de Hesse y el Rin \| \| \| \| \| \| \| \| \| \| \| \| \| \| \| \| \| \| \| \| \| \| \| \| \| \| \| \| \| \| \| \| \| \| \| \| \| \| \| \| \| \| \| \| \| \| \| \| \| \| \| \| \| \| 21. Landgravina Luisa de Hesse-Darmstadt \| \| \| \| \| \| \| \| \| \| \| \| \| \| \| \| \| \| \| \| \| \| \| \| \| \| \| \| \| \| \| \| \| \| \| \| \| \| \| \| \| \| \| \| \| \| \| \| \| \| \| \| \| \| 5. Princesa María de Hesse y el Rin \| \| \| \| \| \| \| \| \| \| \| \| \| \| \| \| \| \| \| \| \| \| \| \| \| \| \| \| \| \| \| \| \| \| \| \| \| \| \| \| \| \| \| \| \| \| \| \| \| \| \| \| \| \| 22. Carlos Luis, príncipe heredero de Baden \| \| \| \| \| \| \| \| \| \| \| \| \| \| \| \| \| \| \| \| \| \| \| \| \| \| \| \| \| \| \| \| \| \| \| \| \| \| \| \| \| \| \| \| \| \| \| \| \| \| \| \| \| \| 11. Princesa Guillermina de Baden \| \| \| \| \| \| \| \| \| \| \| \| \| \| \| \| \| \| \| \| \| \| \| \| \| \| \| \| \| \| \| \| \| \| \| \| \| \| \| \| \| \| \| \| \| \| \| \| \| \| \| \| \| \| 23. Landgravina Amalia de Hesse-Darmstadt \| \| \| \| \| \| \| \| \| \| \| \| \| \| \| \| \| \| \| \| \| \| \| \| \| \| \| \| \| \| \| \| \| \| \| \| \| \| \| \| \| \| \| \| \| \| \| \| \| \| \| \| \| \| 1. Gran Duque Miguel Aleksándrovich de Rusia \| \| \| \| \| \| \| \| \| \| \| \| \| \| \| \| \| \| \| \| \| \| \| \| \| \| \| \| \| \| \| \| \| \| \| \| \| \| \| \| \| \| \| \| \| \| \| \| \| \| \| \| \| \| 24. Federico Carlos, duque de Schleswig-Holstein-Sonderburg-Beck \| \| \| \| \| \| \| \| \| \| \| \| \| \| \| \| \| \| \| \| \| \| \| \| \| \| \| \| \| \| \| \| \| \| \| \| \| \| \| \| \| \| \| \| \| \| \| \| \| \| \| \| \| \| 12. Federico Guillermo, duque de Schleswig-Holstein-Sonderburg-Glücksburg \| \| \| \| \| \| \| \| \| \| \| \| \| \| \| \| \| \| \| \| \| \| \| \| \| \| \| \| \| \| \| \| \| \| \| \| \| \| \| \| \| \| \| \| \| \| \| \| \| \| \| \| \| \| 25. Condesa Federica de Schlieben \| \| \| \| \| \| \| \| \| \| \| \| \| \| \| \| \| \| \| \| \| \| \| \| \| \| \| \| \| \| \| \| \| \| \| \| \| \| \| \| \| \| \| \| \| \| \| \| \| \| \| \| \| \| 6. Cristián IX de Dinamarca \| \| \| \| \| \| \| \| \| \| \| \| \| \| \| \| \| \| \| \| \| \| \| \| \| \| \| \| \| \| \| \| \| \| \| \| \| \| \| \| \| \| \| \| \| \| \| \| \| \| \| \| \| \| 26. Príncipe Carlos de Hesse-Kassel \| \| \| \| \| \| \| \| \| \| \| \| \| \| \| \| \| \| \| \| \| \| \| \| \| \| \| \| \| \| \| \| \| \| \| \| \| \| \| \| \| \| \| \| \| \| \| \| \| \| \| \| \| \| 13. Princesa Luisa Carolina de Hesse-Kassel \| \| \| \| \| \| \| \| \| \| \| \| \| \| \| \| \| \| \| \| \| \| \| \| \| \| \| \| \| \| \| \| \| \| \| \| \| \| \| \| \| \| \| \| \| \| \| \| \| \| \| \| \| \| 27. Princesa Luisa de Dinamarca \| \| \| \| \| \| \| \| \| \| \| \| \| \| \| \| \| \| \| \| \| \| \| \| \| \| \| \| \| \| \| \| \| \| \| \| \| \| \| \| \| \| \| \| \| \| \| \| \| \| \| \| \| \| 3. Princesa Dagmar de Dinamarca \| \| \| \| \| \| \| \| \| \| \| \| \| \| \| \| \| \| \| \| \| \| \| \| \| \| \| \| \| \| \| \| \| \| \| \| \| \| \| \| \| \| \| \| \| \| \| \| \| \| \| \| \| \| 28. Príncipe Federico de Hesse-Kassel \| \| \| \| \| \| \| \| \| \| \| \| \| \| \| \| \| \| \| \| \| \| \| \| \| \| \| \| \| \| \| \| \| \| \| \| \| \| \| \| \| \| \| \| \| \| \| \| \| \| \| \| \| \| 14. Príncipe Guillermo de Hesse-Kassel \| \| \| \| \| \| \| \| \| \| \| \| \| \| \| \| \| \| \| \| \| \| \| \| \| \| \| \| \| \| \| \| \| \| \| \| \| \| \| \| \| \| \| \| \| \| \| \| \| \| \| \| \| \| 29. Princesa Carolina de Nassau-Usingen \| \| \| \| \| \| \| \| \| \| \| \| \| \| \| \| \| \| \| \| \| \| \| \| \| \| \| \| \| \| \| \| \| \| \| \| \| \| \| \| \| \| \| \| \| \| \| \| \| \| \| \| \| \| 7. Princesa Luisa de Hesse-Kassel \| \| \| \| \| \| \| \| \| \| \| \| \| \| \| \| \| \| \| \| \| \| \| \| \| \| \| \| \| \| \| \| \| \| \| \| \| \| \| \| \| \| \| \| \| \| \| \| \| \| \| \| \| \| 30. Federico, príncipe heredero de Dinamarca \| \| \| \| \| \| \| \| \| \| \| \| \| \| \| \| \| \| \| \| \| \| \| \| \| \| \| \| \| \| \| \| \| \| \| \| \| \| \| \| \| \| \| \| \| \| \| \| \| \| \| \| \| \| 15. Princesa Carlota de Dinamarca \| \| \| \| \| \| \| \| \| \| \| \| \| \| \| \| \| \| \| \| \| \| \| \| \| \| \| \| \| \| \| \| \| \| \| \| \| \| \| \| \| \| \| \| \| \| \| \| \| \| \| \| \| \| 31. Duquesa Sofía Federica de Mecklemburgo-Schwerin \| \| \| \| \| \| \| \| \| \| \| \| \| \| \| \| \| \| \| \| \| \| \| \| \| \| \| \| \| \| \| \| \| \| \| \| \| \| \| \| \| \| \| \| \| \| \| \| \| \| \| \| |                                                                           |  |  |  |  |  |  |  |  |  |  |  |  |  |  |  |
| |                                                                           |  |  |  |  |  |  |  |  |  |  |  |  |  |  |  |
| | 16. Pablo I de Rusia                                                      |  |  |  |  |  |  |  |  |  |  |  |  |  |  |  |
| |                                                                           |  |  |  |  |  |  |  |  |  |  |  |  |  |  |  |
| |                                                                           |  |  |  |  |  |  |  |  |  |  |  |  |  |  |  |
| | 8. Nicolás I de Rusia                                                     |  |  |  |  |  |  |  |  |  |  |  |  |  |  |  |
| |                                                                           |  |  |  |  |  |  |  |  |  |  |  |  |  |  |  |
| |                                                                           |  |  |  |  |  |  |  |  |  |  |  |  |  |  |  |
| | 17. Duquesa Sofía Dorotea de Württemberg                                  |  |  |  |  |  |  |  |  |  |  |  |  |  |  |  |
| |                                                                           |  |  |  |  |  |  |  |  |  |  |  |  |  |  |  |
| |                                                                           |  |  |  |  |  |  |  |  |  |  |  |  |  |  |  |
| | 4. Alejandro II de Rusia                                                  |  |  |  |  |  |  |  |  |  |  |  |  |  |  |  |
| |                                                                           |  |  |  |  |  |  |  |  |  |  |  |  |  |  |  |
| |                                                                           |  |  |  |  |  |  |  |  |  |  |  |  |  |  |  |
| | 18. Federico Guillermo III de Prusia                                      |  |  |  |  |  |  |  |  |  |  |  |  |  |  |  |
| |                                                                           |  |  |  |  |  |  |  |  |  |  |  |  |  |  |  |
| |                                                                           |  |  |  |  |  |  |  |  |  |  |  |  |  |  |  |
| | 9. Princesa Carlota de Prusia                                             |  |  |  |  |  |  |  |  |  |  |  |  |  |  |  |
| |                                                                           |  |  |  |  |  |  |  |  |  |  |  |  |  |  |  |
| |                                                                           |  |  |  |  |  |  |  |  |  |  |  |  |  |  |  |
| | 19. Duquesa Luisa de Mecklemburgo-Strelitz                                |  |  |  |  |  |  |  |  |  |  |  |  |  |  |  |
| |                                                                           |  |  |  |  |  |  |  |  |  |  |  |  |  |  |  |
| |                                                                           |  |  |  |  |  |  |  |  |  |  |  |  |  |  |  |
| | 2. Alejandro III de Rusia                                                 |  |  |  |  |  |  |  |  |  |  |  |  |  |  |  |
| |                                                                           |  |  |  |  |  |  |  |  |  |  |  |  |  |  |  |
| |                                                                           |  |  |  |  |  |  |  |  |  |  |  |  |  |  |  |
| | 20. Luis I, Gran Duque de Hesse y el Rin                                  |  |  |  |  |  |  |  |  |  |  |  |  |  |  |  |
| |                                                                           |  |  |  |  |  |  |  |  |  |  |  |  |  |  |  |
| |                                                                           |  |  |  |  |  |  |  |  |  |  |  |  |  |  |  |
| | 10. Luis II, Gran Duque de Hesse y el Rin                                 |  |  |  |  |  |  |  |  |  |  |  |  |  |  |  |
| |                                                                           |  |  |  |  |  |  |  |  |  |  |  |  |  |  |  |
| |                                                                           |  |  |  |  |  |  |  |  |  |  |  |  |  |  |  |
| | 21. Landgravina Luisa de Hesse-Darmstadt                                  |  |  |  |  |  |  |  |  |  |  |  |  |  |  |  |
| |                                                                           |  |  |  |  |  |  |  |  |  |  |  |  |  |  |  |
| |                                                                           |  |  |  |  |  |  |  |  |  |  |  |  |  |  |  |
| | 5. Princesa María de Hesse y el Rin                                       |  |  |  |  |  |  |  |  |  |  |  |  |  |  |  |
| |                                                                           |  |  |  |  |  |  |  |  |  |  |  |  |  |  |  |
| |                                                                           |  |  |  |  |  |  |  |  |  |  |  |  |  |  |  |
| | 22. Carlos Luis, príncipe heredero de Baden                               |  |  |  |  |  |  |  |  |  |  |  |  |  |  |  |
| |                                                                           |  |  |  |  |  |  |  |  |  |  |  |  |  |  |  |
| |                                                                           |  |  |  |  |  |  |  |  |  |  |  |  |  |  |  |
| | 11. Princesa Guillermina de Baden                                         |  |  |  |  |  |  |  |  |  |  |  |  |  |  |  |
| |                                                                           |  |  |  |  |  |  |  |  |  |  |  |  |  |  |  |
| |                                                                           |  |  |  |  |  |  |  |  |  |  |  |  |  |  |  |
| | 23. Landgravina Amalia de Hesse-Darmstadt                                 |  |  |  |  |  |  |  |  |  |  |  |  |  |  |  |
| |                                                                           |  |  |  |  |  |  |  |  |  |  |  |  |  |  |  |
| |                                                                           |  |  |  |  |  |  |  |  |  |  |  |  |  |  |  |
| | 1. Gran Duque Miguel Aleksándrovich de Rusia                              |  |  |  |  |  |  |  |  |  |  |  |  |  |  |  |
| |                                                                           |  |  |  |  |  |  |  |  |  |  |  |  |  |  |  |
| |                                                                           |  |  |  |  |  |  |  |  |  |  |  |  |  |  |  |
| | 24. Federico Carlos, duque de Schleswig-Holstein-Sonderburg-Beck          |  |  |  |  |  |  |  |  |  |  |  |  |  |  |  |
| |                                                                           |  |  |  |  |  |  |  |  |  |  |  |  |  |  |  |
| |                                                                           |  |  |  |  |  |  |  |  |  |  |  |  |  |  |  |
| | 12. Federico Guillermo, duque de Schleswig-Holstein-Sonderburg-Glücksburg |  |  |  |  |  |  |  |  |  |  |  |  |  |  |  |
| |                                                                           |  |  |  |  |  |  |  |  |  |  |  |  |  |  |  |
| |                                                                           |  |  |  |  |  |  |  |  |  |  |  |  |  |  |  |
| | 25. Condesa Federica de Schlieben                                         |  |  |  |  |  |  |  |  |  |  |  |  |  |  |  |
| |                                                                           |  |  |  |  |  |  |  |  |  |  |  |  |  |  |  |
| |                                                                           |  |  |  |  |  |  |  |  |  |  |  |  |  |  |  |
| | 6. Cristián IX de Dinamarca                                               |  |  |  |  |  |  |  |  |  |  |  |  |  |  |  |
| |                                                                           |  |  |  |  |  |  |  |  |  |  |  |  |  |  |  |
| |                                                                           |  |  |  |  |  |  |  |  |  |  |  |  |  |  |  |
| | 26. Príncipe Carlos de Hesse-Kassel                                       |  |  |  |  |  |  |  |  |  |  |  |  |  |  |  |
| |                                                                           |  |  |  |  |  |  |  |  |  |  |  |  |  |  |  |
| |                                                                           |  |  |  |  |  |  |  |  |  |  |  |  |  |  |  |
| | 13. Princesa Luisa Carolina de Hesse-Kassel                               |  |  |  |  |  |  |  |  |  |  |  |  |  |  |  |
| |                                                                           |  |  |  |  |  |  |  |  |  |  |  |  |  |  |  |
| |                                                                           |  |  |  |  |  |  |  |  |  |  |  |  |  |  |  |
| | 27. Princesa Luisa de Dinamarca                                           |  |  |  |  |  |  |  |  |  |  |  |  |  |  |  |
| |                                                                           |  |  |  |  |  |  |  |  |  |  |  |  |  |  |  |
| |                                                                           |  |  |  |  |  |  |  |  |  |  |  |  |  |  |  |
| | 3. Princesa Dagmar de Dinamarca                                           |  |  |  |  |  |  |  |  |  |  |  |  |  |  |  |
| |                                                                           |  |  |  |  |  |  |  |  |  |  |  |  |  |  |  |
| |                                                                           |  |  |  |  |  |  |  |  |  |  |  |  |  |  |  |
| | 28. Príncipe Federico de Hesse-Kassel                                     |  |  |  |  |  |  |  |  |  |  |  |  |  |  |  |
| |                                                                           |  |  |  |  |  |  |  |  |  |  |  |  |  |  |  |
| |                                                                           |  |  |  |  |  |  |  |  |  |  |  |  |  |  |  |
| | 14. Príncipe Guillermo de Hesse-Kassel                                    |  |  |  |  |  |  |  |  |  |  |  |  |  |  |  |
| |                                                                           |  |  |  |  |  |  |  |  |  |  |  |  |  |  |  |
| |                                                                           |  |  |  |  |  |  |  |  |  |  |  |  |  |  |  |
| | 29. Princesa Carolina de Nassau-Usingen                                   |  |  |  |  |  |  |  |  |  |  |  |  |  |  |  |
| |                                                                           |  |  |  |  |  |  |  |  |  |  |  |  |  |  |  |
| |                                                                           |  |  |  |  |  |  |  |  |  |  |  |  |  |  |  |
| | 7. Princesa Luisa de Hesse-Kassel                                         |  |  |  |  |  |  |  |  |  |  |  |  |  |  |  |
| |                                                                           |  |  |  |  |  |  |  |  |  |  |  |  |  |  |  |
| |                                                                           |  |  |  |  |  |  |  |  |  |  |  |  |  |  |  |
| | 30. Federico, príncipe heredero de Dinamarca                              |  |  |  |  |  |  |  |  |  |  |  |  |  |  |  |
| |                                                                           |  |  |  |  |  |  |  |  |  |  |  |  |  |  |  |
| |                                                                           |  |  |  |  |  |  |  |  |  |  |  |  |  |  |  |
| | 15. Princesa Carlota de Dinamarca                                         |  |  |  |  |  |  |  |  |  |  |  |  |  |  |  |
| |                                                                           |  |  |  |  |  |  |  |  |  |  |  |  |  |  |  |
| |                                                                           |  |  |  |  |  |  |  |  |  |  |  |  |  |  |  |
| | 31. Duquesa Sofía Federica de Mecklemburgo-Schwerin                       |  |  |  |  |  |  |  |  |  |  |  |  |  |  |  |
| |                                                                           |  |  |  |  |  |  |  |  |  |  |  |  |  |  |  |
| |                                                                           |  |  |  |  |  |  |  |  |  |  |  |  |  |  |  |

| Predecesor: Nicolás II | Emperador y autócrata de todas las Rusias 15 de marzo de 1917-16 de marzo de 1917 | Sucesor: Gueorgui Lvov Presidente del gobierno provisional ruso |